# Hypseocharis
Hypseocharis es un género  de plantas fanerógamas de la familia Geraniaceae.  Comprende 9 especies descritas y de estas, solo 5 aceptadas.

## Taxonomía
El género fue descrito por  Jules Ezechiel Rémy y publicado en Annales des Sciences Naturelles; Botanique, sér. 3 8: 238. 1847.

## Especies aceptadas
A continuación se brinda un listado de las especies del género Hypseocharis aceptadas hasta abril de 2014, ordenadas alfabéticamente. Para cada una se indica el nombre binomial seguido del autor, abreviado según las convenciones y usos.
- Hypseocharis bilobata Killip
- Hypseocharis pedicularifolia Knuth
- Hypseocharis pilgeri Knuth
- Hypseocharis pimpinellifolia J.Rémy
- Hypseocharis tridentata Griseb.